# لويز هورن
لويز هورن (12 مايو 1912 - 28 مارس 2021) كانت سياسية وخبيرة تغذية من ترينيداد وتوباغو، قدمت برنامج الوجبات المدرسية. في عام 2012 كانت لا تزال تعيش في المنزل في أريما حيث ولدت، والذي ورثته عن والديها، وفي عام 2019 كانت تعيش في دار رعاية في نفس المنطقة.
شغلت هورن منصب عضو مجلس الشيوخ المستقل في برلمان ترينيداد وتوباغو من 1976 إلى 1991.
حصلت على وسام سيدة القديس غريغوريوس الكبير من قبل البابا يوحنا بولس الثاني، وهي واحدة من امرأتين ترينيداديتين فقط كرّمهما. صدر طابع بريدي على شرفها عام 1980.
توفيت هورن في مارس 2021 عن عمر يناهز 108.